# Елмендорф (Тексас)
Елмендорф (енгл. Elmendorf) град је у америчкој савезној држави Тексас. По попису становништва из 2010. у њему је живело 1.488 становника.

## Демографија
Према попису становништва из 2010. у граду је живело 1.488 становника, што је 824 (124,1%) становника више него 2000. године.
| Група             | 2000.       | 2010.       |
| Белци             | 162 (24,4%) | 497 (33,4%) |
| Афроамериканци    | 5 (0,8%)    | 16 (1,1%)   |
| Азијати           | 1 (0,2%)    | 4 (0,3%)    |
| Хиспаноамериканци | 492 (74,1%) | 962 (64,7%) |
| Укупно            | 664         | 1.488       |